# Lopadea Nouă
Lopadea Nouă (węg. Magyarlapád) – wieś w Rumunii, w okręgu Alba, w gminie Lopadea Nouă. W 2011 roku liczyła 1006 mieszkańców.